# پی دو لا لوآر
پی دو لا لوآر (به فرانسوی: Pays de la Loire) یکی از ۲۶ استان کشور فرانسه است که در غرب این کشور واقع شده است.
مرکز این استان نانت می‌باشد.